# 第二次金川之戰
第二次金川之戰爆發於乾隆四十年（1775年）。

## 背景
乾隆二十三年（1758年），大金川与革布什咱因结亲而构衅。乾隆帝本意不愿对金川轻起兵端，以致重蹈覆辙。然而，乾隆帝亦不愿大金川坐大，吞噬邻邦。诸多土司联兵攻打大金川，正是乾隆帝求之不得之事。所以，此时乾隆帝的“以番治番”政策并非仅图安稳局势，或培植某一忠于清廷的强部（如大金川）来震慑众土司，而是希望凭借边臣的干预，“扶弱凌强”，以达到互相钳制的均势。乾隆二十五年（1760年），大金川土司莎罗奔病故，其侄郎卡为承袭土司职曾讨好清廷，然而郎卡刚承袭土司之职，就立刻出兵攻掠党坝。各土司立即集兵协助抗拒。 乾隆帝因势利导，指示四川總督开泰听从各土司协力剿除金川。乾隆二十八年（1763年），正当绰斯甲布、梭磨、松岗、卓克基、丹坝、巴旺、革布什咱、沃日、瓦寺九土司合攻大金川之时，开泰却多次接见郎卡所遣之人，常加慰抚。这势必引起九土司的疑虑。乾隆帝因而革去开泰总督之职，以阿尔泰代之，表明清政府支持九土司的立场。

## 交战过程

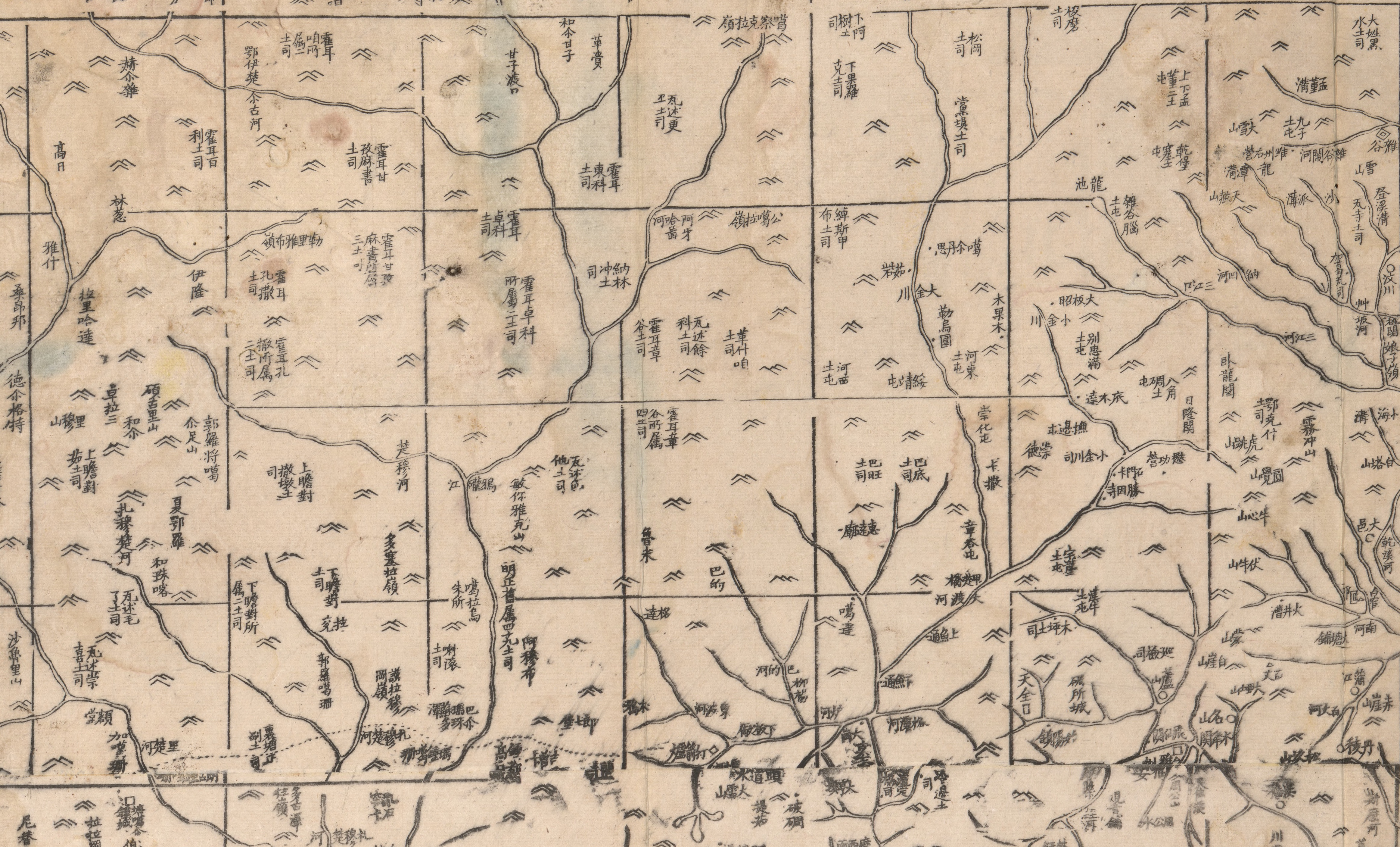
大小金川附近圖

乾隆三十年（1765年）十二月，大金川攻破党坝的额碉，占领巴旺的卡卡角，其他土司闻风丧胆，裹足不前。因为清政府的干涉，乾隆三十一年（1766年） 九月，郎卡表示愿意退还所占各土司土地，但以清政府发给土司印信为交换条件，阿尔泰应允。乾隆三十二年（1767年），乾隆帝又得知郎卡将女儿嫁给小金川土司泽旺之子僧格桑，立即意识到“此又一伏衅端”，并谕示阿尔泰“当留心，不可隐讳。”金川地区局势的发展，不出乾隆皇帝所料。乾隆三十五年（1770年）四月，小金川僧格桑借口鄂克什土司（即沃日土司）信用喇嘛，咒诅泽旺、僧格桑父子，以致泽旺病倒，而发兵攻占鄂克什的三个寨子。鄂克什遂向四川总督求援， 阿尔泰委派属员调解不成，又与提督董天弼亲往弹压，僧格桑被迫撤兵，但拒不退还所占土地。其时，小金川土司泽旺已年老昏馈，不理政务，退居底木达官寨。小金川事务则由其子土舍僧格桑掌管印信，居住在美诺官寨。小金川此前因娶大金川土司郎卡之女为妻，故小金川与鄂克什发生纠纷时，大金川也从旁声援小金川土司。因乾隆帝出面干涉，僧格桑慑于官府大兵，叩头谢罪，表示愿意退还所占鄂克什的土地及人口。
乾隆三十五年（1770年）四月，大金川土司郎卡病故，土司职由其子索诺木承袭。乾隆三十六年（1771年）索诺木擊殺革布什扎土司，小金川土司僧格桑趁機攻打鄂克什和明正土司。乾隆帝命大学士温福为定边将军，與豐升額副将军率軍前往征讨。十二月，清军兵分两路进攻小金川（一路从汶川出发，另一路从打箭炉出发），最初，清军进展顺利，温福军由西路，進攻巴郎拉、达木和巴宗。另一主将桂林在南路失利，南路副将薛琮，恃勇轻进，在黑龙沟被包圍，薛琮向桂林处求救，桂林竟逗留不進，导致薛琮全军陷没。桂林遭到免職，由阿桂接掌南路，十一月，阿桂夜渡激流，清军很快攻克美都喇嘛寺。僧格桑留老父泽旺於病床，攜妻妾數人退入大金川，尋求索诺木的協助。
清军攻破小金川后，乾隆帝谕令温福等兵分三路进攻大金川，并派福康安为领队大臣前往四川军营。温福一路，命副都统舒常为参赞大臣，由功噶尔拉进逼喀尔萨尔，直捣索诺木所居的大金川心腹之地噶拉依；阿桂一路，命都统海兰察为参赞大臣，自僧格宗、纳围、纳扎木至当噶尔拉，攻取噶拉依；丰升额一路，命汉员、西安提督哈国兴为参赞大臣，由章谷、吉地前赴绰斯甲布，会同现在该处的舒常进兵俄坡，攻取喇嘛莎罗奔等所居的勒乌围官寨。另由侍郎刘秉恬驻美诺，督理粮运，处置降番。但是，三路清军均未能突破大金川负险构筑的防线。副将军阿桂一路佯攻当噶尔拉山，虽连得番兵碉卡，但当噶尔拉山为大金川紧要门户之一，设备严密，且此山梁连绵20余里，兵力不敷分布，也未能连营而下。大金川在绵亘20余里的山梁上建有战碉14座，且相互联络、应援，碉外筑有石墙围绕，墙外有木栅，木栅外掘有深壕，壕中松签密布，层层布防，使清军难以推进。
乾隆三十八年（1773年）夏，阿桂与温福、豐升額會師於美諾官寨（今四川阿坝州小金县）後開始進攻索诺木。清军于二月十日移师木果木，计划从昔岭进逼噶拉依。而木果木东北连小金川，越山直接金川之勒乌沟，路通勒乌围，金川番兵常潜出温福木果木军营后路骚扰，早就引起乾隆帝的忧虑。此前，小金川头人七图甲噶尔思甲布投诚到温福营中，见底木达一带董天弼兵力单薄，可以截断温福后路，遂暗中约定僧格桑，分头带兵抄袭。适逢温福将后路防兵调离，情势对清军十分不利。六月初一日夜，金川兵潜至底木达，在内接应的小金川降番打开营门领兵涌进。董天弼闻讯赶赴底木达官寨，被番兵所击杀。随后，番兵又抢占了大板昭一带的卡座、营盘，攻下清军设在喇嘛寺的粮台，夺取布朗郭宗等处营卡。温福闻讯后，急命官兵前往喇嘛寺、底木达一带保护粮台，肃清后路。阿桂也派兵星赴美诺、明郭宗，相机夹击。然而，为时已晚，温福的后路已被大、小金川番兵切断。九日，大、小金川番兵攻破木果木大营东北木栅。正在运粮等民夫3000人闻讯后，逃奔军营。温福闭门不纳，以致自相践踏，连夜溃出，奔赴刘秉恬所驻登春站所。绿营兵也随之溃散，金川兵抢占了清军炮台。十日，番兵攻占木果木军营后面木栅，温福率军抵抗，左胸中枪身亡。海兰察见大势己去，率部突围，夜半至功噶尔拉军营。十二日， 与刘秉恬部相继撤至美诺。木果木之败，清军损失惨重。温福所率2万余名，陷没约4000人。阵亡清军将领除温福外，还有副都统巴朗等2人，提督董天弼等3人，以及总兵、御前侍卫、副将、参领、知府、知州、知县、主事、同知、典史、都司、守备、参将等文武官员100余人，损失米17000余石，白银5600余两，火药7万余斤，战马208匹，并军火各项约合白银30余万两。
前线清军失败后，当时正在热河的乾隆帝闻报后，决定以阿桂为定西将军，加派健锐营﹑火器营兵2000﹑黑龙江及吉林兵2000入川增援。十月，阿桂率清军收復小金川。乾隆三十九年（1774年），清军兵分三路向大金川进攻。大金川多處筑垒设隘，阿桂大小数百战，击破堡垒无数。乾隆四十年（1775年）七月，清軍进抵勒乌围，又攻上博瓦山，海兰察再率死士600人攻破那穆山，此時勒尔围無險可守，索諾木毒殺僧格桑，獻屍請降，阿桂不准。八月十五日夜，清軍發動總攻勢，激战至次日黎明，攻破大金川勒烏圍官寨。索诺木退守堡寨噶尔崖。清军於十二月合圍噶拉衣，切断其水源，以大量火炮日夜轰擊。乾隆四十一年（1776年）正月初，索诺木之母出降。二月，城中食尽，索諾木偕其家屬及部隊2000餘人出降，第二次金川之战结束。清军第二次出兵大、小金川，历时5年，耗费白银7000万两，官兵死伤数以万计。战争结束后，清廷在大、小金川设立懋功、章谷、抚边、绥靖、崇化等5屯，驻军屯垦，以防再次发生类似事件。

## 戰後
大金川土司和小金川土司在戰後均被清廷下令改土歸流，大金川土司被改為阿爾古直隸廳，小金川土司改為美諾直隸廳。
大小金川的俘虜二百五十餘人連同僧格桑的屍體一起被送往京師。在乾隆帝親自訊問索諾木等人後，12人被下令凌遲處死，他們是：索諾木、莎羅奔岡達克、索諾木朋楚克、甲爾瓦訛雜爾兄弟四人，索諾木的姑姑阿青；山塔爾薩木坦、丹巴沃咱爾、雍中旺嘉勒、七圖甲噶爾思甲布、阿木魯沃斯甲5名大頭人；以及都甲喇嘛雍中澤旺、堪布喇嘛色納木甲木燦2名喇嘛。斯丹巴、七圖阿申、阿咱納等19人被斬首，班第喇嘛被發往江寧喇嘛寺安插；其餘人或被永遠監禁，或被發往新疆伊犁等地為奴，不得返回金川。乾隆帝下令將被處決的金川首領以及僧格桑的屍骨製作成藏傳佛教的人骨法器。其中僧格桑、雍中澤旺的頭骨做成嘎巴拉碗；索諾木朋楚克、甲爾瓦訛雜爾的腿骨被製成剛洞；莎羅奔岡達克、索諾木的頭骨做成嘎巴拉鼓（顱骨手鼓）、腿骨被製成剛洞。雍中澤旺的頭骨做成嘎巴拉碗現藏於台北國立故宮博物院，僧格桑頭骨做成嘎巴拉碗現藏於國立故宮博物院南部院區。